# بورچاک‌لی (گرگر)
بورچاک‌لی {{ترکی|Burçaklı) (به کردی: Jandirvank) یک منطقهٔ مسکونی در ترکیه است که در گرگر، آدیامان واقع شده است.